# Redhill (Surrey)
Redhill is een stad in het zuiden van Engeland, in het district Reigate and Banstead in het graafschap Surrey. Het is een zuidelijke voorstad van Londen met ongeveer 25.000 inwoners en ligt in het gebied van de North Downs. De stad ligt op 29,92 van Charing Cross.
Redhill is een tamelijk jonge plaats, ontstaan in 1818 langs een nieuw aangelegde weg. De beruchte treinrover Ronnie Biggs woonde ten tijde van zijn arrestatie in deze plaats.
Redhill beschikt over een eigen voetbalclub, Redhill FC. De autosnelwegen M23 en M25 liggen iets boven respectievelijk iets ten oosten van de stad. Twee kilometer ten zuidoosten van de stad is er een klein vliegveld. De stad ligt niet ver van London Gatwick Airport.
Van 1855 tot 1997 herbergde Redhill een psychiatrisch ziekenhuis, het Royal Earlswood Hospital waar ook psychiatrische patiënten die familie van het Britse koninklijk huis waren werden verzorgd.

## Geboren
- Richard Gill (1951), statisticus
- Nick Hornby (1957), schrijver
- Dave Askew (1963), darter
- David Hewlett (1968), Brits-Canadees acteur
- Omari Hutchinson (2003), Jamaicaans-Engels voetballer

## Overleden
- Harry Weetman (1920-1972), golfer